# North American T-6 Texan
North American T-6 Texan – jednosilnikowy, dwumiejscowy samolot treningowy używany przez USAAF, US Navy, RAF i siły powietrzne innych krajów Wspólnoty Brytyjskiej w czasie II wojny światowej. Znany był także jako AT-6 (USAAC), SNJ (US Navy) i Harvard w krajach Wspólnoty Brytyjskiej.

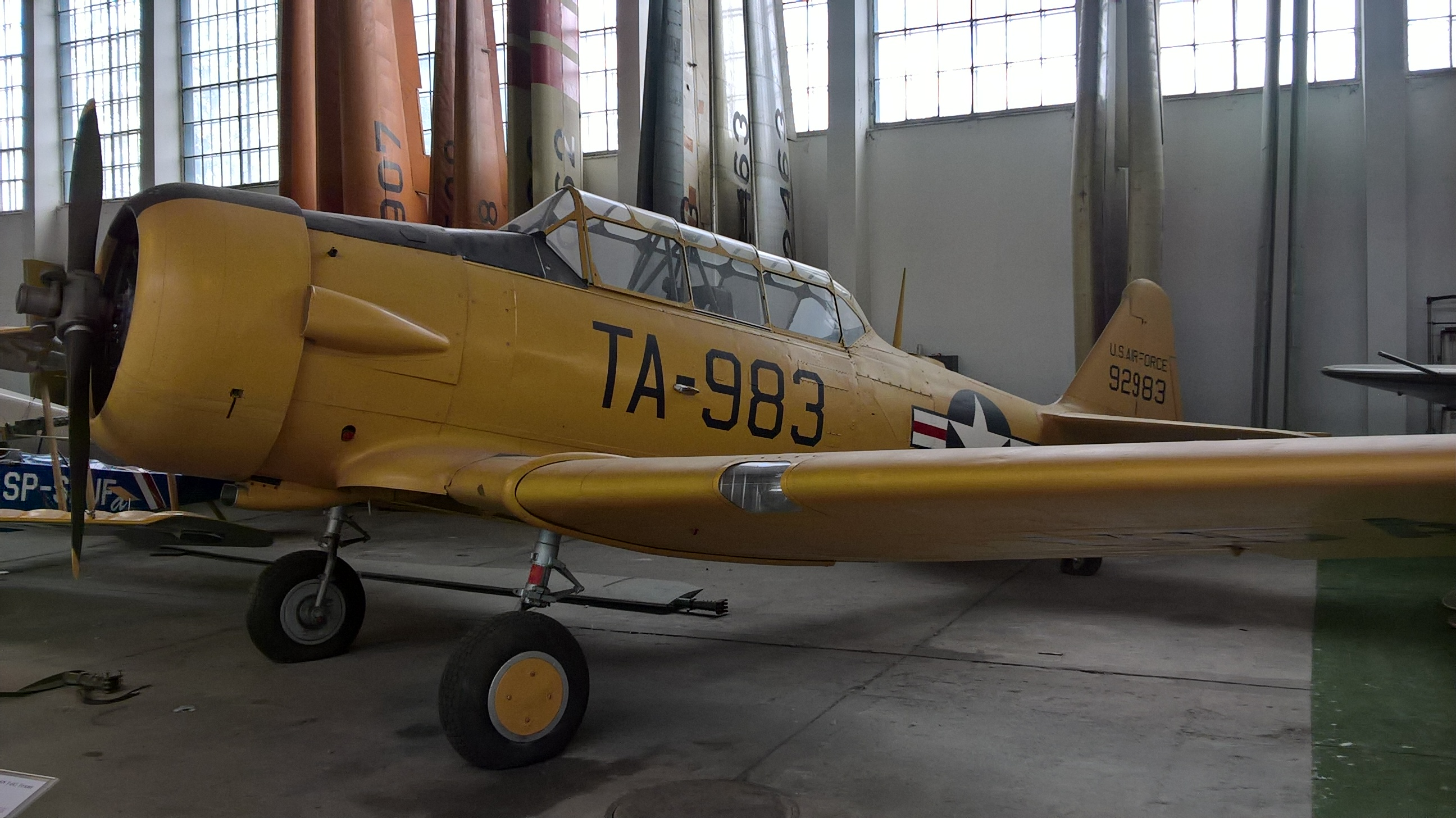
Texan eksponowany w MLP w Krakowie